# (391947) Tanithlee
(391947) Tanithlee ist ein Asteroid des mittleren Hauptgürtels. Der Asteroid wurde am 8. November 2008 im Rahmen des Mount Lemmon Surveys (IAU-Code G96) entdeckt. Das Mount Lemmon Survey ist Teil des Catalina Sky Surveys und wird mithilfe des 152-cm-Cassegrain-Teleskops am Mount-Lemmon-Observatorium in Arizona durchgeführt.
Der Asteroid wurde am 11. April 2022 nach der britischen Science-Fiction- und Fantasy-Autorin Tanith Lee (1947–2015) benannt.
Der Mondkrater der südwestlichen Mondvorderseite Lee hingegen war 1935 nach dem britischen Astronomen John Lee benannt worden und der Asteroid (5869) Tanith 1995 nach der punischen Göttin Tanit.